# Pentóz-foszfát út
A pentóz-foszfát út, más néven foszfoglukonát út vagy hexóz-monofoszfát út a legtöbb állati szövetben megtalálható. A legtöbb állati szövetben a glükóz-6-foszfát lebontása a glikolízis folyamatában alakul át piruváttá (piroszőlősav), amely a citromsavciklusban alakul tovább és a citromsavciklusban termelődött NADH+H+ és FADH2 folytatja az útját a légzési lánc felé, amelynek a végeredménye az ATP.
De egyes szövetekben a glükóz-6-foszfát átalakulása nem a glikolízis felé, hanem az úgynevezett pentóz-foszfát-út felé megy. Ezen az útvonalon a glükóz-6-foszfátból oxidációs reakciókon keresztül pentóz-foszfátok keletkeznek. Ebben az oxidatív útvonalban az elektronakceptor a NADP+, így NADPH+H+-á alakul.
A gyorsan osztódó sejtek, mint a vörös csontvelő, bőr, bélnyálkahártya és a tumorok, használják nagy mennyiségben a pentózokat, amely esetünkben a ribóz-5-foszfát, azért, hogy RNS-t, DNS-t, ATP-t, NADH-t, FADH2-t és koenzim-A-t állítsanak elő.
Más szövetekben a pentóz-foszfát út esszenciális terméke nem a ribóz-5-foszfát, hanem az elektrondonor NADPH+H+, amely feltétlenül szükséges a reduktív bioszintézisekhez vagy az oxigén szabad gyökök (reaktív oxigénszármazékok, ROS) hatástalanításához.
Azok a szövetek, amelyek intenzív zsírsavszintézist végeznek (máj, zsírszövet, laktáló emlő) vagy nagyon aktív koleszterin- vagy szteroidhormon-szintézist végeznek (máj, gonádok, mellékvesék) nagyon sok NADPH+H+-t igényelnek, ezt az igényt pedig a pentóz-foszfát-út elégíti ki.
A vörösvértestek (vörösvérsejtek, eritrociták), a szemlencse és cornea (szaruhártya) közvetlen oxigén behatásnak vannak kitéve, amely oxigén szabad gyököket hoz létre, amelyek károsítják ezeket a sejteket, de a NADPH+H+ és a GSH (glutation) redukálják ezeket a szabad gyököket, így védik az oxidatív károsodásoktól a sejtek alkotórészeit, mint például a fehérjéket, lipideket és egyéb oxidációra érzékeny molekulákat.
A pentóz-foszfát utat két nagy részre lehet osztani: oxidatív fázisra és nem oxidatív fázisra.

## A pentóz-foszfát út két szakasza

### Oxidatív fázis
A PPP (pentóz-foszfát-út) azon része, amelyben a pentóz-foszfátok és a NADPH+H+-ok keletkeznek.

#### Reakciók
1. A PPP első reakciója a glükóz-6-foszfát oxidációja. Ezt a reakciót a glükóz-6-foszfát dehidrogenáz (G6PD) enzim katalizálja. A reakció végterméke a 6-foszfoglükono-δ-lakton. Az elektronakceptor pedig a NADP+.
2. Ezután a 6-foszfoglukono-δ-lakton hidrolizál a l-foszfoglükonoaktonáz enzim katalizációjával 6-foszfoglükonáttá, ez egy reverzibilis lépés.
3. A következő reakció lévén a 6-foszfoglukonát oxidálódik és dekarboxilálódik a 6-foszfoglükonát dehidrogenáz segítségével. A reakció terméke a D-ribulóz-5-foszfát. Ebben a reakcióban is keletkezik egy NADPH+H+ és keletkezik egy CO2.
4. A következő reakciót a foszfopentóz izomeráz enzim segíti. Ebben a reakcióban a D-ribulóz-5-foszfát alakul át D-ribóz-5-foszfáttá. Ez a reakció reverzibilis folyamat.

Egyes szövetekben itt meg is áll a reakciósorozat.
Az oxidatív fázis nettó egyenlete
Glükóz-6-foszfát + 2 NADP+ + H2O ⇌ ribóz-5-foszfát + 2 NADPH + 2 H+ + CO2

### Nem oxidatív fázis
A PPP azon része, amelyben a pentóz-foszfátok visszaalakulnak glükóz-6-foszfáttá.
Azokban a szövetekben, ahol elsősorban NADPH kell és nem pentóz-foszfát, ott megy végbe ez a reakciósorozat, hogy a felesleges ribulóz-5-foszfátok visszaalakuljanak glükóz-6-foszfáttá.

#### Reakciók
1. A nem oxidatív fázis első reakciója a ribulóz-5-foszfát átalakítása xilulóz-5-foszfáttá a ribulóz-5-foszfát epimeráz enzim segítségével.
2. A transzketoláz reakció katalizálja két szénváz töredék áthelyezését egy ketózdonorról egy aldózakceptorra (befogadó). A donor a xilulóz-5-foszfát, az akceptor a ribóz-5-foszfát. A donor ebben az esetben a C-1 és C-2-es töredékét helyezi át az enzim az akceptorra, így a reakció végére kapunk egy hétszénatomos molekulát, a szedoheptulóz-7-foszfátot. A visszamaradt három szénatomos töredék a xilulózból a glicerinaldehid-3-foszfát. A transzketoláz reakcióhoz elengedhetetlen a TPP (tiamin-pirofoszfát) mint kofaktor.
3. A transzaldoláz reakció hasonló a glikolízis aldoláz reakciójához. A szedoheptulóz-7-foszfátról egy háromszénatomos töredéket helyez át az enzim a glicerinaldehid-3-foszfátra, így kialakítja a fruktóz-6-foszfátot, és a maradékból az eritróz-4-foszfátot, ami egy négyszénatomos molekula.
4. Ekkor még egyszer végbemegy egy transzketoláz reakció, amely egy fruktóz-6-foszfátot és egy glicerinaldehid-3-foszfátot hoz létre xilulóz-5-foszfátból és eritróz-4-foszfátból.
5. Két glicerinaldehid-3-foszfátból a glikolízis enzimjeinek segítségével először fruktóz-1,6-biszfoszfáttá (trióz-foszfát izomeráz, aldoláz, fruktóz-1,6-biszfoszfatáz), majd glukóz-6-foszfáttá (foszfohexóz izomeráz) alakulnak.

A pentóz-foszfát-út összes enzime a citoplazmában található.

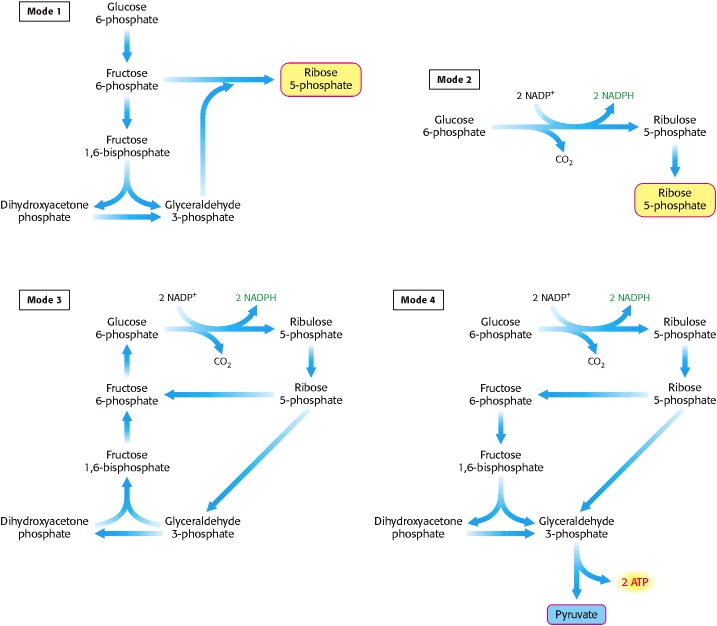
Pentóz-foszfát út lehetséges módjai az igények szerint

## A pentóz-foszfát-út módjai
1. mód: ribóz-5-foszfátra van szükség
2. mód: ribóz-5-foszfátra és NADPH+H+-ra is szükség van
3. mód: NADPH+H+-ra van szükség
4. mód: NADPH+H+-ra és ATP-re van szükség

## Szabályozás
A glukóz-6-foszfát magas intracelluláris szintje serkenti a PPP-t.
A NADPH+H+ magas szintje gátolja, a NADP+ magas szintje pedig serkenti a PPP-t. A NADP+ a PPP allosztérikus aktivátora. A NADP+ a glukóz-6-foszfát dehidrogenáz működésének befolyásolásán keresztül szabályozza a PPP-t.
Ha a PPP lelassul, akkor a felhalmozódó glukóz-6-foszfát a glikolízis útján fognak haladni.

## Betegség
Wernicke-Korsakoff szindróma: ez egy súlyos tiaminhiányos állapot. A tiamin az egyik komponense a TPP-nek, így ennek a defektusakor a transzketoláz reakció szenved zavart. A betegség sokkal gyakoribb alkoholistáknál, mert a krónikus alkoholfogyasztás csökkenti a tiamin abszorpcióját (felszívódását) a bélrendszerből. Egy másik lehetősége a betegség kialakulásának a glukóz-6-foszfát dehidrogenázt kódoló gén mutációja. Tünetek: a PPP lelassul, súlyos memóriazavar, zavartság, parciális paralízis (részleges bénulás).